# Електрохірургія

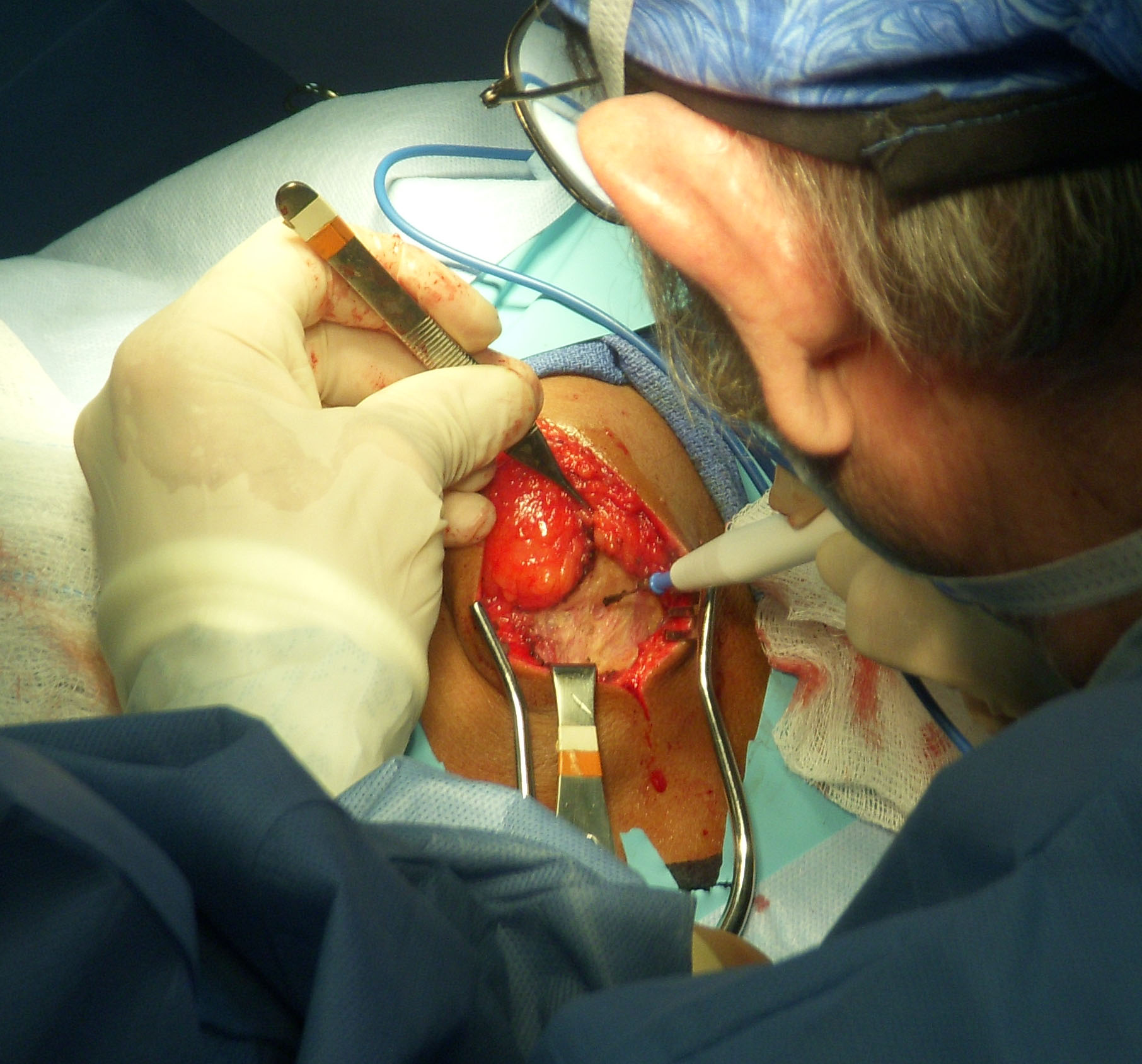
Використання електрохірургії хірургом під час оперативного втручання

Електрохірургія (електрохірургія високої частоти, скор. ЕХВЧ, ВЧЕХ) — хірургічні втручання які виконуються за допомогою спеціальних апаратів, що розтинають тканини змінним електричним струмом високої частоти (від 200 кГц до 3.3 МГц). Електрохірургія включає методи впливу на біологічну тканину з метою її розсічення (електротомії), цілеспрямованого руйнування, фіксації та зупинки кровотечі (електрокоагуляція), локального видалення тканини (абляція).
Належить до методів, без яких сьогодні неможливе виконання операцій різного характеру в загальній хірургії, онкології, нейрохірургії, гастроентерології, урології, офтальмології та ін. Техніка електрохірургічних втручань, яка здійснюються через ендоскоп, дозволяє полегшити перебіг операції і скоротити термін одужання хворих.

## Історія
Електрокаутер, винайдений у 1875 році, був попередником електрохірургії. На відміну від електрохірургії, яка використовує змінний струм, електрокаутерія використовує постійний струм який проходить через металевий дріт, що чинить опір потоку енергії. За допомогою цієї методики хірург може досягти гемостазу у вологому операційному полі. Однак пошкодження тканин від електрокаутерії може погіршити загоєння ран.
У 1907 році Уолтер де Кітінг-Харт і Поцці представили слово «фульгурація», що в перекладі з латини означає «блискавка». Вони постулювали, що ця поверхнева карбонізація, яка генерує тепло без безпосереднього застосування електрода до шкіри, ідеальна для лікування шкіри, оскільки вона може вибірково знищувати пухлинні клітини, порушуючи їх живлення. У 1911 році Вільям Кларк представив «десикацію», що в перекладі з латини означає «висихати». Ця техніка зневоднювала тканини тонкими іскорками енергії в порівнянні з більш густими іскорками електрофульгурації.
Поняття електрокоагуляцiї, як методу лiкування, ввiв у 1909 роцi Е. Л. Доєн. У 1910 роцi Церни ввiв поняття «пасивний електрод» та, використовуючи голку як «активний електрод», описав розсiчення тканин високочастотним струмом. Вперше електрохірургія була впроваджена в Європі в 1923 році компанією ERBE Elektromedizin GmbH (Тюбінген, Німеччина). В Сполучених Штатах — у 1926 році Вільямом Бові та Харві Кушингом.
Гарвардський фізик Вільям Бові зробив один із найважливіших внесків у електрохірургію. Його пристрій забезпечував як коагуляцію, так і струми різання, що було використано в 1920-х роках нейрохірургом для розрізання тканин і зупинки кровотечі під час хірургічних процедур. Термін «bovie» досі використовується для позначення електрохірургічного пристрою або навіть для виконання електрохірургії в цілому.
У 1960-70-х роках електрохірургічні установки набули широкого розповсюдження в хірургічній практиці.

## Принцип
Електрохірургічні високочастотні апарати формують вихідний сигнал у вигляді напруги високої частоти. В електрохірургії використовується змінний струм з частотою в діапазоні від 200 кГц до 3.3 МГц. Мінімальна робоча частота зазвичай перевищує 200 кГц. Нижче цієї частоти починають проявлятися викликані небажані скорочення м'язів і больові відчуття. На частотах більше 3.3 МГц виникають серйозні технічні труднощі.
Електрохірургічний ефект різання і коагуляції заснований на забезпеченні достатньо високого ступеня нагріву біологічних тканин вузьким потоком ВЧ-струму в місці дотику активного електроду або між кінцями біполярного пінцета.
Форма хвилі електричного сигналу послідовно змінюється від безперервної низьковольтної до більш високовольтної і переривчастої (модульованої). Це дозволяє змінювати ефект впливу на тканину від розтину до коагуляції. Розтин тканини здійснюється завдяки інтенсивному пароутворенню тканинної рідини в ділянці, що прилягає до електрода при цьому густина струму сягає 40кА/м2. Густина струму при коагуляції складає від 5 до 10кА/м2. Загальна сила струму не перевищує 1А. У різних сучасних електрохірургічних апаратах існує велика різноманітність вихідних параметрів.
Номінальна потужність апарату залежить від його призначення. Виходячи з умови підвищення безпеки, вона обмежується міжнародним стандартом на рівні 400 Вт.

## Методи
В залежності від типу інструментів, які використовуються при операціях, існує два типи електричного кола: монополярне та біполярне.
При монополярному впливі високочастотний струм з активного електрода (який має малу площу) проходячи через тіло пацієнта потрапляє на пасивний електрод. В окремих випадках використовують монополярний вплив без пасивного електроду, в цьому випадку функцію пасивного електроду виконує ємність тіла пацієнта відносно землі.
При біполярному впливі, виходи з генератора підключені до двох рівнозначних активних електродів.
| Монополярна       | Монополярна                                  | Біполярна        | Біполярна                  |
| ----------------- | -------------------------------------------- | ---------------- | -------------------------- |
| Контактні методи  | Безконтактні методи                          | Контактні методи | Безконтактні методи        |
| 1. Розсічення     | 1. Спрей-коагуляція (фульгурація)            | 1. Розсічення    | 1. Холодноплазмова абляція |
| 2. Монокоагуляція | 2. Аргоноплазмова коагуляція                 | 2. Біокоагуляція |                            |
|                   | 3. Коагуляція в електропровідному середовищі |                  |                            |

Поверхнева спрей-коагуляція (фульгурація) — метод коагуляційного впливу іскровим розрядом без безпосереднього контакту електрода з тканиною.
В Інституті електрозварювання ім. Є. О. Патона НАНУ були проведені наукові роботи, в результаті яких були визначені умови створення зварного з'єднання тканини струмами високої частоти (ВЧ). Ці роботи стали основою розробки та впровадження базового зварювального процесу та обладнання.

### Метод LigaSure
Система коагуляції судин LigaSure включає біполярний електрохірургічний пристрій генератор і спеціальні біполярні електрохірургічні інструменти, призначені для застосування в загальній хірургії, при лапароскопічних та гінекологічних хірургічних процедурах при перев'язуванні судин, у тому числі лімфатичних. Система створює перев'язку (пломбу) судини шляхом застосування біполярного електрохірургічного радіочасточного струму (коагуляції) до судин, розташованих між губками пристрою. Пристрої можна використовувати на судинах до 7 мм в діаметрі та розрізати тканини товщиною до 20 мм. Пристрій розроблений таким чином, щоб забезпечити як герметизацію, так і можливість різання в одному інструменті.
Система герметизації судин LigaSure не виявилася ефективною для стерилізації труб або коагуляції труб для процедур стерилізації.
LigaSure має кілька переваг перед традиційними хірургічними інструментами, включаючи зменшення крововтрати, менше пошкодження тканин, швидше загоєння та знижений ризик інфекції.

## Характеристики апаратів для електрохірургії
Залежно від величини потужності високочастотного генератора, електрохірургічні апарати поділяються на:
- малої потужності (до 50 Вт);
- середньої потужності (від 50 до 200 Вт);
- великої потужності (від 200 Вт);

Виходячи зі співвідношення та рівня зазначених характеристик, апарати поділяються на:
- апарати універсального застосування (використовуються в загальній хірургії, мають широкий набір робочих інструментів, багато режимів, більшу потужність);
- спеціалізовані апарати (містять специфічні для конкретного застосування аксесуари, мають прецизійні регулювання, спеціальні навантажувальні характеристики і т. ін. і використовуються тільки в певних областях хірургії);

## Особливості використання
Перед оперативним втручанням з використанням електрохірургії необхідно з'ясувати, чи немає на поверхні тіла або в тілі пацієнта металевих або електропровідних предметів, імплантованих кардіостимуляторів або датчиків. За наявності таких предметів рекомендується використовувати тільки біполярний режим або взагалі відмовитися від електрохірургічного втручання.
Потрібно зняти з пацієнта будь-які металеві предмети і прикраси, оскільки вони можуть викликати опік шкіри. Ізолювати пацієнта від всіх металевих частин операційного столу (шарами клейонки достатньої площі). Враховувати, що контакт тіла пацієнта з металевим операційним столом недопустимий.
Для монополярного методу хірургічного втручання до тіла пацієнта повинен бути приєднаний пасивний електрод. Пасивний електрод поміщають якомога ближче до зони електрохірургічного втручання (під сідницями, на стегні, під лопатками, на плечі). Електрод повинен бути надійно фіксований і щільно прилягати до шкіри всією поверхнею.
Для електрохірургічних операцій на частинах тіла с відносно малою площею поперечного перетину бажано користуватися біполярними електродами, щоб виключити небажану коагуляцію.

## Протипоказання до використання
Електрохірургія у пацієнтів із кардіостимуляторами або пристроями імплантованого серцевого дефібрилятора (ICD) є темою багатьох дискусій. Потік електричної енергії під час електрохірургії може заважати функціонуванню цих пристроїв. Це може призвести до пропусків серцевих скорочень, спрацьовування дефібрилятора, брадикардії, асистолії або перепрограмування кардіостимулятора. Хоча більшість сучасних імплантованих пристроїв стійкі до зовнішніх електромагнітних сигналів, теоретичний ризик перешкод все ще існує.
Під час підготовки до електрохірургічної процедури шкіру навколо слід очистити антисептиком, таким як хлоргексидин або повідон-йод. Слід уникати спиртовмісних антисептиків або дати їм час повністю висохнути, оскільки вони можуть спалахнути під час електрохірургії.

## Ускладнення
Основними ускладненнями, які слід враховувати при лікуванні пацієнта за допомогою електрохірургії, є можливість розвитку уповільненої кровотечі та рубців із гіпопігментацією. Інші потенційні ускладнення електрохірургії включають пожежу, термоелектричні опіки, передачу інфекції від електрода або вдихання стовпа диму. Ризик пожежі найбільший у присутності парів спиртів, кисню або кишкових газів.
Неправильно встановлений пасивний електрод може бути причиною опіків пацієнта. Якщо в тілі пацієнта знаходяться сторонні металеві предмети, можливий опік пацієнта в області знаходження стороннього тіла.